# Čejkovice (okres České Budějovice)
Čejkovice jsou obec ležící v okrese České Budějovice, kraj Jihočeský, zhruba osm kilometrů severozápadně od Českých Budějovic. Žije zde 401 obyvatel.

## Historie
V písemných pramenech se jméno vesnice (Czeykowycz) vyskytuje kolem roku 1400 v krumlovském urbáři; další zmínka se datuje k roku 1423, kdy je v rožmberské popravčí knize zaznamenán výslech lupiče Jakoubka z Čejkovic. Od těchto dob až do konce feudálního zřízení bývaly Čejkovice rozděleny mezi dvojí vrchnost. Jedna část patřila vladyckému rodu Kunášů z Machovic, jejichž sídlem byla rybníky chráněná tvrz Machovice, stojící nedaleko vsi. Z těchto si Jindřich Kunáš z Machovic dal někdy v letech 1587 až 1589 ve vsi vystavět novou renesanční tvrz, nazvanou Vildštejn. Posledním Kunášem v držení Čejkovic byl Jiří Jaroslav, který v roce 1687 odprodal majetek knížeti Ferdinandovi ze Schwarzenbergu, čímž připadla tato polovice Čejkovic k panství Hluboká. Druhá, o něco menší půle vsi bývala v počátcích poddána předním českobudějovickým měšťanům. U úvodu 15. století byl jejím držitelem Mikuláš Paulfiš, na přelomu 15. a 16. století Puklicové ze Vztuh, jejichž dědic Jan Ekhard z Urtvinovic svůj díl vsi někdy před rokem 1545 odprodal městu České Budějovice, které pak ze zdejších platů financovalo městské kostely sv. Prokopa, Mikuláše a Václava.
Po zrušení poddanství jsou Čejkovice od roku 1850 samostatnou obcí, vyjma období 1943 až 1945, kdy byly za nacistické okupace přičleněny k obci Dasný. V letech 1850–1868 byly součástí obce i Češnovice. V období od 30. dubna 1976 do 23. listopadu 1990 spadal pod Čejkovice Dasný.

## Pamětihodnosti
- Bývalý barokní panský dvůr, rozšiřovaný a upravovaný v 19. století
- Roubená stodola, při jižním výjezdu ze vsi
- Kaplička sv. Jana Nepomuckého, z první poloviny 19. století
- Pomník padlým v první světové válce z roku 1921
- Boží muka asi 600 m severozápadně od vesnice, při polní cestě do Pištína (k němuž jsou Čejkovice přifařeny)
- Pomníček při silnici Dasný–Češnovice, přibližně 1,2 km ssv. od vsi, připomíná místo, kde roku 1946 zahynul při autonehodě dirigent a skladatel Bohuslav Tvrdý
- Rybník Motovidlo jižně od vesnice je chráněn jako přírodní památka s výskytem plavínu štítnatého.
- Tvrziště Machovice, terénní pozůstatky středověké tvrze mezi silnicí do Křenovic a rybníkem Motovidlo zhruba 1,7 km jižně od Čejkovic

## Galerie

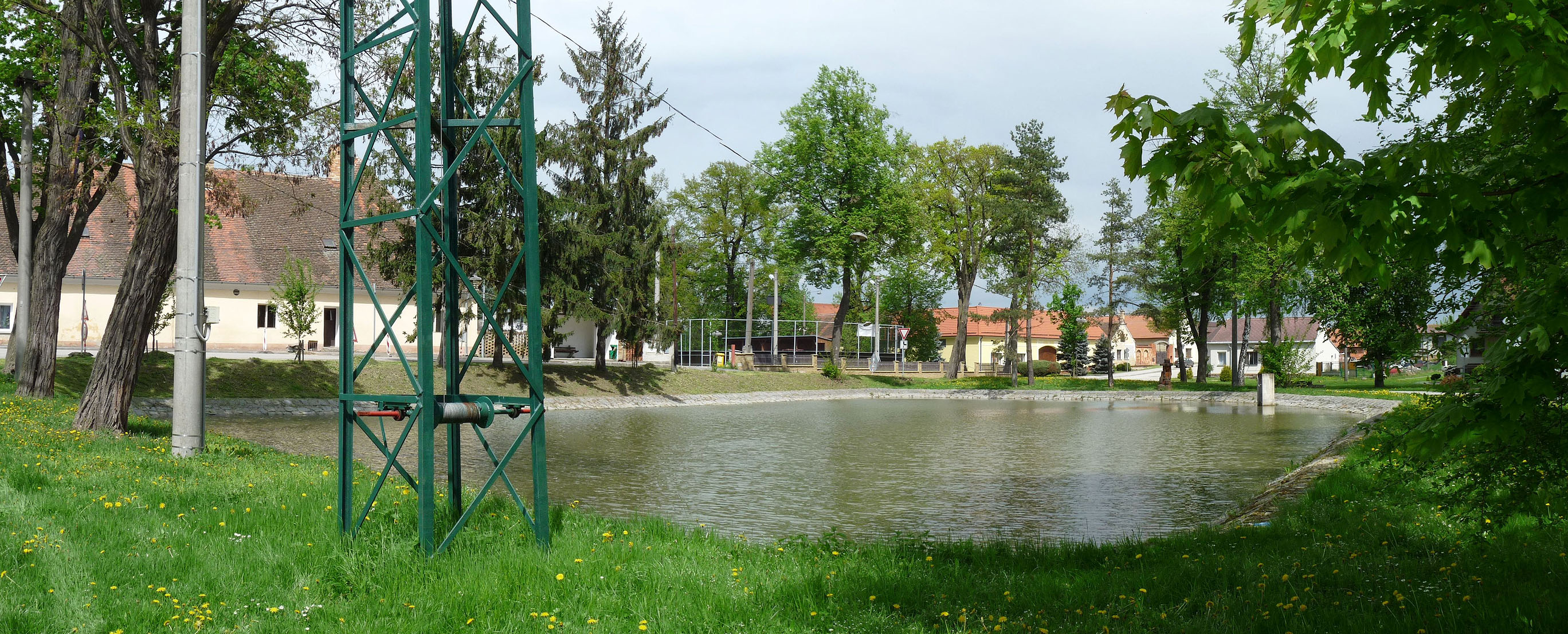
Rybník na návsi
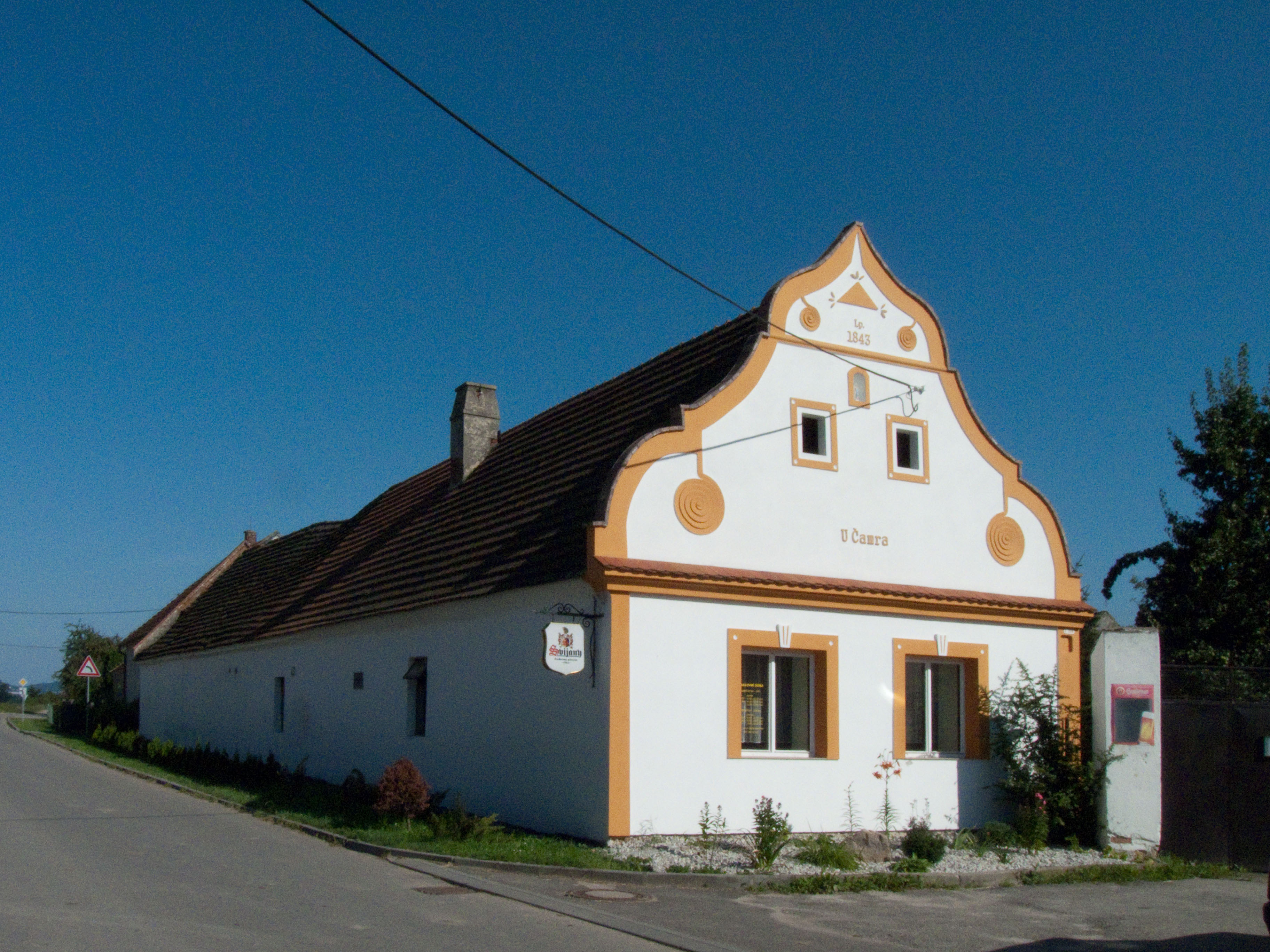
Stavení čp. 5
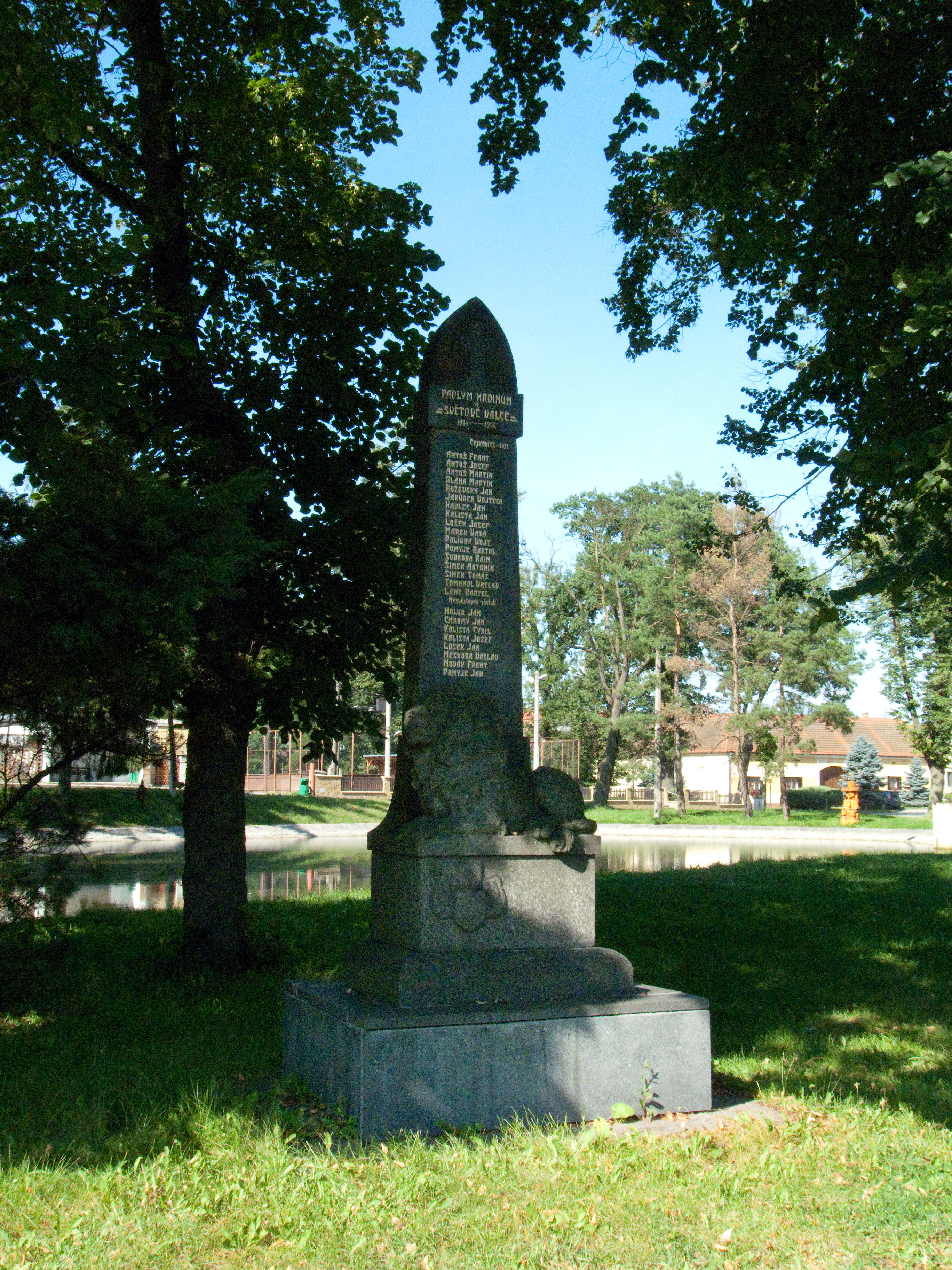
Pomník
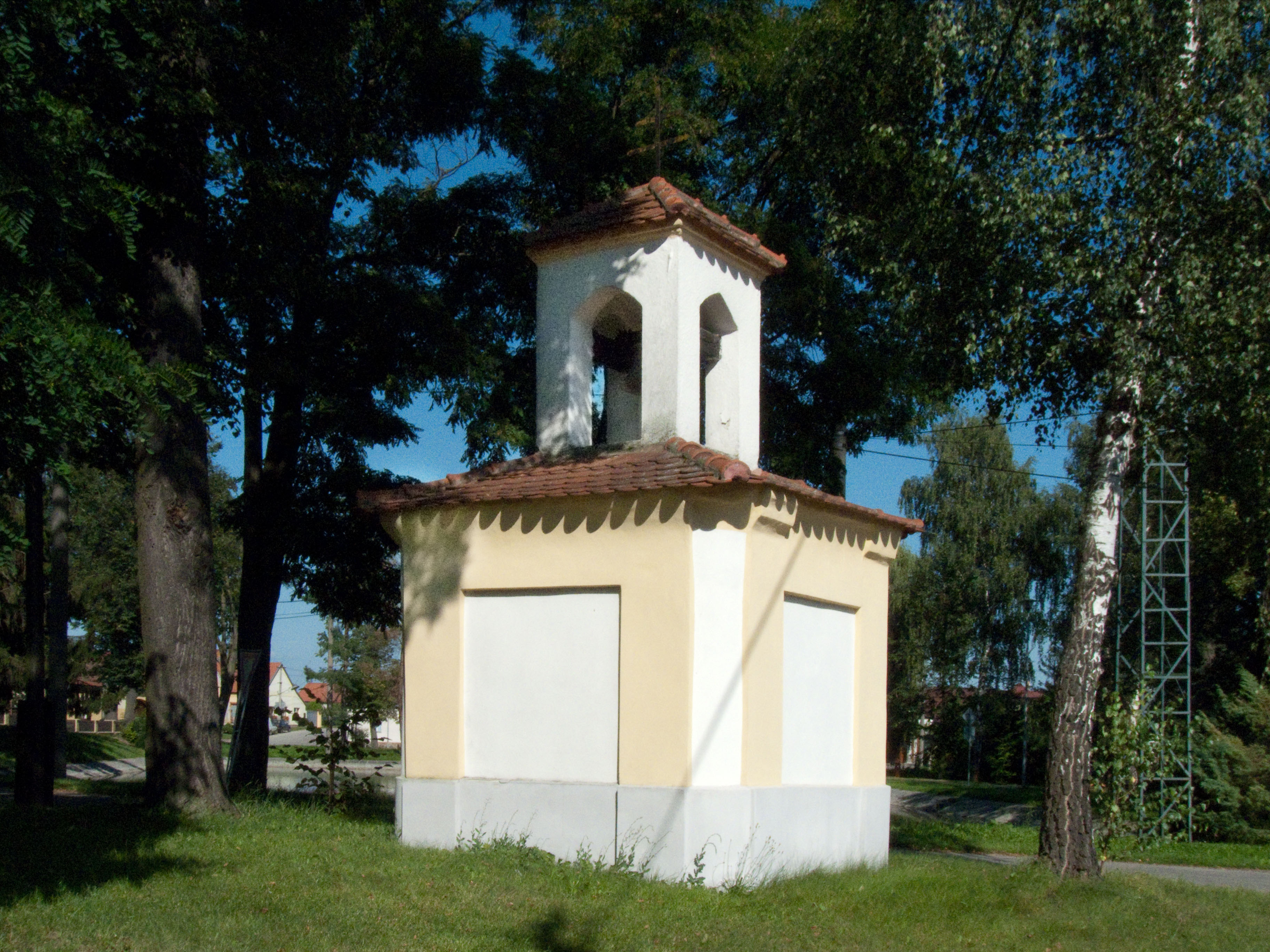
Kaple